# Moni Bhattacharjee
Moni Bhattacharjee est un réalisateur, scénariste et assistant réalisateur indien, actif des années 1950 aux années 1970.

## Filmographie
- 1953 : Parineeta
- 1953 : Deux Hectares de terre (Do Bigha Zamin)
- 1954 : Biraj Bahu
- 1958 : Madhumati
- 1960 : Usne Kaha Tha
- 1963 : Laissez-moi vivre (Mujhe Jeene Do)
- 1967 : Jaal
- 1968 : Baazi

## Récompenses
- 1964 : Sélection officielle du Festival de Cannes pour Mujhe Jeene Do